# Szellemi keresztények
A szellemi vagy spirituális keresztények (orosz: духовное христианство) az Orosz Birodalomban az államegyházból kivált keresztény csoportok voltak, akik mind az ortodox egyházzal, mind az óhitűekkel szemben álltak.

## Jellemzőik
Sokan közülük csak külsőleg tartottak ki az államegyház mellett. Isten tisztán szellemi, misztikus imádata a közös jellemzőjük.
Négy fő típusuk volt:
- hlisztek vagy „Isten emberei”, akik meg voltak győződve róla, hogy a Filippov és a Szuszlov nevű parasztok Krisztus inkarnációi,
- szkopecek (öncsonkítók), akik rituális kasztrációt hajtottak végre magukon [1]
- duhoborok (a „lélekharcosok”), aki a négy csoport közül a legradikálisabban szakítottak az ortodoxiával [1]
- molokánok, akik a misztikus spiritualizmusnak hódoltak [1]

## Fordítás
- Ez a szócikk részben vagy egészben  a   Spiritual_Christianity című angol Wikipédia-szócikk fordításán alapul.  Az eredeti cikk szerkesztőit annak laptörténete sorolja fel. Ez a jelzés csupán a megfogalmazás eredetét és a szerzői jogokat jelzi, nem szolgál a cikkben szereplő információk forrásmegjelöléseként.